# Ivan Standl
Ivan Standl (Prag, 27. listopada 1832. – Zagreb, 30. kolovoza 1897.), hrvatski umjetnički fotograf češkoga podrijetla, prvi zagrebački fotograf.
Povjesničar Gjuro Szabo prozvao ga je »nenadkriljenim zagrebačkim fotografom«.

## Životopis

### Početci
Rođen je u Pragu 27. listopada 1832., u kojemu je završio tehničku školu i započeo s fotografskim radom. Točan datum njegova dolaska u Hrvatsku nije poznat, ali od 1864. godine zasigurno živi i radi u Zagrebu gdje u tomu trenutku radi najmanje pet profesionalnih fotografa. U Zagrebu se prvi put spominje u novinskom oglasu iz 1864., koji navodi izradu fotografija u atelijeru u Ilici 35. Standl se relativno brzo afirmirao u novoj sredini. 

### Atelijerska djelatnost
Tijekom svog rada Standlov je atelijer u Zagrebu promijenio nekoliko adresa. S radom je započeo u Ilici 750 (danas br. 28), a usporedno je kao zakupnik kraće vrijeme (1864./65.) radio i u atelijeru Györgyja Mayera u Ilici 867 (danas br. 35). 1866. godine prelazi u novi atelijer u Ilici 747 (danas br. 34) u kojem ostaje do 1875. godine, a nakon toga do smrti radi na adresi u Mesničkoj ulici br. 9. Atelijerska je djelatnost (portreti i reprodukcije umjetničkih djela) kod Standla bila jako razvijena od samoga početka, a s jednakim je intenzitetom radio i izvan njega, snimajući pejzaže, urbane vedute, arhitekturu i spomenike kulture. Fotografirao je i zastupnike Hrvatskoga sabora. Snimao je i obitelj Augusta Šenoe 1867., koji je osobno bio nazočan pri razvijanju fotografija. Radio je i kao sudski fotograf, snimajući predmete i dokaze u kaznenim postpucima.

### Terenska snimanja
Svoje radove nastale izvan fotografskoga atelijera Standl je izdavao objedinjene u obliku fotografskih mapa ili albuma. Najraniji primjer je album s 12 fotografija „Jurjaves“ iz 1867. godine, zatim prva hrvatska foto-monografija pod naslovom „Fotografijske slike iz Hrvatske“ izdana 1870., nadalje „Uspomene na I. obću hrvatsku učiteljsku skupštinu u Zagrebu 1871.“, „Slike zagrebačkog potresa od 9. studenog 1880.“, „Zagreb 1891.“ izrađen povodom Gospodarsko – šumarske izložbe u Zagrebu 1891. godine te dva albuma pod imenom „Zagreb“ iz 1895. godine.

#### Bašćanska ploča islike Hrvatske
1865. odlazi na svoje prvo terensko snimanje u Jurandvor na Krku, kako bi po naputku predsjednika JAZU-a Franje Račkoga snimio Bašćansku ploču, kao pomoć u odredbi glagoljskoga zapisa na ploči. Ploča je snimljena u crkvi sv. Lucije, no fotografija nije uspjela. Drugi pokušaj 1869. bio je uspješan jer je Standl ploču snimio izvan crkve. U prosincu 1868. najavljuje izdavanje zbirke Fotografične slike iz Dalmacije, Hrvatske, Slavonije i krajne vojničke u kojemu bi bile objavljene „slike fotografične, naime: Zagreba, Jurjevca, Cetina, Frankopanskoga grada Slunja, slapovah Slunjčice u Koranu, Plitvičkih jezerah, slapa Gačke kod Švice, pogleda sa Vratnika, podrtine Brinja i grada Ogulina, špilje ogulinske, Kleka, samostana gomirskoga, grada Tovunj, mosta tovunjskoga, Trkoštjana, podrtine samoborske, grada staroga Krapine”. „Budući da izdavanje ovoga zanimljivoga i poučnoga djela, dotično nastavljenje njegovo visi ob učešću visokoštovanoga obćinstva, to se najuljudnije usudjujem pozvati na što mnogobrojnije predbrojenje”, napisao je, navodeći da se na pothvat odlučio „obdaren željom u domoljubno-literarnih krugovih izraženom te tako nadajući se podpori visokoštovanih prijateljah domaće umjetnosti”. Radilo se krugu oko Ivana Kukuljevića Sakcinskoga, tadanjega predsjednika Društva za jugoslavensku povjestnicu i starnice te konzervatora građevnih spomenika za Hrvatsku i Slavoniju, koji je autor većega dijela tekstova uz Standlove svjetlopise. Projekt je zbog nedostatka sredstava ostao nedovršen te je objavljen 1870. s 24 fotografije pod naslovom Fotografijske slike iz Dalmacije, Hrvatske i Slavonije.

### Zagreb kao motiv
U ožujku 1869. caru Franju Josipu za vrijeme posjeta Zagrebu predaje album Spomen na Zagreb s osamnaest fotografija gradskih motiva i osvrtom, za koji je kasnije i odlikovan. Sve je češće radio snimke Zagreba prije potresa 1880., ovjekovječivši tako staru katedralu i negdašnju kaptolsku vijećnicu prije njezina rušenja 1876. Premda je u potresu stradao njegov atelijer u Mesničkoj 9, zabilježio je posljedice potresa. Kao Akademijina fotografa, Matematičko-prirodoslovni razred JAZU-a unajmljuje ga za snimanje oštećenih zgrada te tako nastaje album Slike zagrebačkoga potresa od 9. studenoga 1880., dovršen 1881., sa snimkama oštećene zagrebačke katedrale, crkve sv. Katarine, crkava u Remetama, Stenjevcu, Kašini, Granešini, Kraljevu Vrhu, kerestinečkoga dvorca i nekoliko kurija. Snimio je i predmete iz Riznice zagrebačke katedrale, izloške Arheološkoga muzeja, slike iz Strossmayerove galerije starih majstora, a 1891. Jubilarnu gospodarsko-šumarsku izložbu. U prvoj polovini 1890-ih snima novoizgrađena zdanja poput Glavnoga kolodvora, Starčevićeva doma, Hrvatskoga narodnoga kazališta, gimnazije, katedralu tijekom obnove te park Maksimir.

### Fotografije u znanstvenim radovima
Šest fotografija iz albuma zagrebačkoga potresa iskoristio je Josip Torbar u knjizi Izvješće o zagrebačkom potresu 9. studenoga 1880.. Snimke listova i plodova raznih vrsta hrastova Ljudevit Vukotinović uklopio je u dvojezično djelo Podobe hrvatskih hrastovah okoline zagrebačke (1883.), a fotografijama fosilnih ostataka riba kao ilustracijama poslužio se Dragutin Gorjanović-Kramberger.

### Kasnije godine
Pred kraj života Standl je, zahvaljujući velikom iskustvu i kvaliteti izvedbe, započeo i s pedagoškom djelatnošću, prenoseći svoje znanje na prve zagrebačke fotoamatere okupljene u Društvu umjetnosti, kojima je od 1894. godine uz određenu naknadu bio na raspolaganju majstorov atelijer. Ivan Standl umro je u Zagrebu 30. kolovoza 1897. godine. Atelijer je po njegovoj smrti vodila njegova udovica Klementina, da bi 1. kolovoza 1898. prestao s radom.

## Nagrade
Na Prvoj dalmatinsko-slavonsko-hrvatskoj gospodarskoj izložbi održanoj u Zagrebu u listopadu 1864. godine nagrađen prvom nagradom (srebrna kolajna). Tom je kolajnom započeo niz nagrada osvojenih na raznim izložbama diljem Europe. Kroz sljedećih dvadesetak godina osvojit će osam nagrada (uz već spomenutu zagrebačku na izložbama u Moskvi 1872., Londonu 1874., Teplitzu 1879., Stolnom Biogradu 1879., Egeru (Hebu) 1881., Trstu 1882. i Budimpešti 1885.), dva odlikovanja („Najviše priznanje“, Zagreb 1869. i „Zlatna kolajna za znanost i umjetnost“ 1881. kojom ga je odlikovao car Franjo Josip I.) te naslov „Fotograf Jugoslavenske akademije“ (1874. godine), koji je dobio za snimanje Bašćanske ploče i inih spomenika hrvatske baštine: „uzev u obzir vaše zasluge, koje ste si stekli snimajući svjetlopisom starinske listine, pečate i ine arheologičke predmete kano i gradine i druge ostanke davne prošlosti u našoj domovini rado pristaje ova akademija, da primite naslov 'svjetlopisac Jugoslavenske akademije znanosti i umjetnosti'.” Sva odlikovanja i nagrade slijedom osvajanja tiskane su na poleđini njegovih fotografija pa, osim svjedočanstva o Standlovom stalnom i kvalitetnom fotografskom radu, pomažu pri dataciji fotografija iz njegovog atelijera koje nemaju određen datum snimanja.